# Metropolitan area network
Metropolitan area network (MAN) is een term voor de koppeling van Local area networks (LANs) over een stedelijk gebied. De techniek van koppelen van LANs tot een WAN, WWAN of een MAN is over het algemeen dezelfde, vandaar het overbodig zijn van deze term.
Het koppelen van LANs met behulp van radioverbindingen via eigen schotelantennes is een specifieke techniek voor een MAN-netwerk.